# Неста, Алессандро
Алесса́ндро Не́ста (итал. Alessandro Nesta; род. 19 марта 1976, Рим) — итальянский футболист и тренер.
Неста считается одним из лучших центральных защитников своего времени, а также одним из лучших защитников в истории Италии. Он прославился своей резкостью, подкатами, элегантной работой с мячом, точностью паса и жёсткой игрой при отборе мяча. Он сыграл более 400 матчей в Серии А за 20-летнюю карьеру в «Лацио» и «Милане», выигрывал турниры на внутренней и европейской арене в обоих клубах. В сезонах 2002/03 и 2006/07 он в составе «Милана» выиграл Лигу чемпионов УЕФА. Под конец карьеры он выступал в MLS за «Монреаль Импакт» и в Индийской суперлиге за «Ченнайин». Неста является четырёхкратным обладателем титула лучшего защитника Серии А и четырежды избирался в команду года УЕФА. В 2004 году он вошёл в список ФИФА 100, который был составлен в рамках празднования 100-летия ФИФА.
Неста в течение десяти лет играл за сборную Италии, дебютировал в 1996 году и сыграл в общей сложности 78 матчей. На международном уровне он участвовал в Олимпийских играх 1996 года, трёх чемпионатах Европы и трёх чемпионатах мира. Неста в составе сборной Италии выиграл чемпионат мира 2006 года, а также представлял итальянскую сборную, которая вышла в финал Евро-2000.

## Ранние годы
Алессандро Неста родился 19 марта 1976 года в семье железнодорожника Джузеппе Несты и домохозяйки Марии. При рождении мальчик весил 4,1 кг. У Алессандро есть также брат Фернандо. В сентябре 1984 года Алессандро с отцом и братом отправились в медицинскую клинику. На осмотре оказалось, что у Фернандо проблемы со спиной, и, чтобы исправить осанку, врачи посоветовали ему заняться спортом. Фернандо остановил свой выбор на футболе, и отец записал его в футбольную секцию. Алессандро попросил отца записать его в футбольную секцию вместе с Фернандо. Отец не стал возражать, и с этого начались занятия Алессандро футболом.

## Карьера игрока

### Клубная карьера

#### «Лацио»
Представители «Лацио» заметили Несту на одном из детских турниров, проходившем в Сан-Базилио; с восьмилетнего возраста Алессандро играл за римский клуб «Чинечитта», к руководству которого и обращались представители «Лацио» и «Ромы» с просьбой продать им юного таланта. Руководство команды, состоявшее в основном из тренеров, и само уговаривало молодого защитника согласиться на переход, который принёс бы «Чинечитте» около десяти миллионов лир. Отец Алессандро был против перехода сына в «Рому». К тому же от этой сделки родители Несты не получили бы ни лиры. В итоге состоялся переход футболиста в систему «Лацио». На молодёжном уровне футболист играл на разных позициях — в центре поля и на правом фланге — но в итоге стал защитником. В юношеской команде «Лацио» Неста завоевал свои первые трофеи. 16 июня 1991 года «Лацио» обыграл «Падову» в финале плей-офф юношеского чемпионата Италии до 15 лет. В том же сезоне Алессандро впервые серьёзно пострадал на поле, получив сотрясение мозга и черепно-мозговую травму.
Профессиональная карьера Несты в «Лацио» началась в 1992 году. Молодому защитнику тогда было 16 лет, поэтому дебютный сезон в Серии А он провёл на лавке запасных. В 18 лет Алессандро на тренировке столкнулся со своим одноклубником Полом Гаскойном, в результате последний сломал ногу. Тем не менее именно Гаскойн в том эпизоде пошёл в подкат и выполнил его неудачно. Дебют в итальянском чемпионате состоялся 13 марта 1994 года в матче с «Удинезе» в сезоне 1993/94, когда команду тренировал Дино Дзофф. Неста вышел на поле на 78-й минуте вместо Пьерлуиджи Казираги, матч завершился ничьей 2:2. При Зденеке Земане Неста стал выходить на поле чаще. Команда много пропускала и не завоевала ни одного трофея, тем не менее в 1994 году Неста получил вызов в молодёжную сборную Италии. В её составе Алессандро стал чемпионом Европы, завоевав свой первый профессиональный трофей. Место Земана снова занял Дзофф, а Неста стал уже основным игроком в клубе. Защитник сделал вклад в подъём «Лацио» в конце 90-х годов, после прихода на тренерский пост шведа Эрикссона. Команда стала второй в Италии в 1999 году, только на финише чемпионата уступив золото «Милану», и, наконец, выиграла чемпионат в следующем сезоне. Также «Лацио» дважды выиграл Кубок страны, и в том же 1999 году завоевал Кубок кубков, обыграв в финале испанскую «Мальорку» со счётом 2:1. «Лацио» стал последним клубом, выигравшим этот трофей, так как турнир больше не разыгрывался. Также «Лацио» выиграл Суперкубок УЕФА, переиграв с минимальным счётом «Манчестер Юнайтед».
Летом 2001 года у «Лацио» начались финансовые проблемы. Президент клуба Серджо Краньотти был готов покинуть пост. Руководство клуба приняло решение о расставании с Недведом, Вероном и Саласом. Краньотти хотел продать и Несту, чтобы приобрести Мендьету, который в «Лацио» так и не закрепился. Тем не менее Неста был среди тех, кто остался в клубе, и за 2000—2002 годы три раза подряд становился лучшим защитником Серии A. Однако из-за финансовых проблем вскоре и Несте пришлось искать себе новый клуб, на момент его ухода из «Лацио» команда имела задолженность перед футболистом по зарплате в размере 2 млн евро. Этот долг был конвертирован в акции римского клуба.

#### «Милан»
Незадолго до начала сезона 2002/03 финансовые трудности вынудили «Лацио» продать многих своих лучших игроков, в том числе Несту, который перешёл в «Милан» за 60 млрд лир (30987000 евро). В новом клубе он сформировал сыгранную оборонительную линию вместе с Паоло Мальдини, Кафу, Алессандро Костакуртой и Яапом Стамом. Первые два сезона Несты с «россонери» были хорошие. В сезоне 2002/03 он впервые в своей карьере выиграл Лигу чемпионов: «Милан» обыграл «Ювентус» на «Олд Траффорд» в первом в истории итальянском финале Лиги чемпионов. Неста помог «Милану» не пропустить в основное время матча, который перешёл в серию пенальти. Неста смог реализовать свой удар, в итоге «Милан» победил со счётом 3:2. Неста также выиграл Кубок Италии в своём первом сезоне в клубе, в финале была обыграна «Рома». Однако в том сезоне «Милан» финишировал лишь третьим в Серии А. Неста снова был удостоен награды лучшего защитника года в Италии и был избран в команду года УЕФА.
В следующем сезоне «Милан» проиграл «Ювентусу» матч за Суперкубок Италии 2003 года, а в Межконтинентальном кубке уступил «Бока Хуниорс» по пенальти. Тем не менее Неста сумел выиграть Суперкубок УЕФА 2003 с «Миланом», обыграв «Порту». В том сезоне он завоевал свой второй скудетто, в ходе чемпионата «Милан» установил рекорд Италии по набранным очкам (82). «Милан» выбыл в четвертьфинале Лиги чемпионов и в полуфинале Кубка Италии (уступил будущему победителю — «Лацио»). Неста забил гол в матче четвертьфинала кубка против «Ромы». Защитник третий сезон подряд был включён в команду года УЕФА.
Неста начал следующий сезон с победы над своей бывшей командой «Лацио» в Суперкубке Италии 2004 года. «Милан» также дошёл до финала Лиги чемпионов 2004/05, где проиграл «Ливерпулю» по пенальти. После первого тайма «Милан» вёл со счётом 3:0, но во втором тайме англичане отыгрались, и судьбу турнира решила серия 11-метровых. О том матче Неста выразился так: «Некоторые игры я до сих пор не могу объяснить самому себе». В Серии А «Милан» финишировал на втором месте после «Ювентуса». Несмотря на то, что Неста не выиграл ни Серию А, ни Лигу чемпионов, в 2005 году он впервые в своей карьере был избран в символическую сборную мира по версии Международной федерации ассоциаций профессиональных футболистов (FIFPro).
В сезоне 2005/06 «Милан» снова финишировал вторым после «Ювентуса» в Серии А, но и «Ювентус», и «Милан» позже подверглись санкциям из-за участия в скандале с договорными матчами, и титул чемпиона был присуждён «Интернационале». «Ювентус» был понижен в классе, в то время как с «Милана» сняли очки, в итоге клуб оказался на третьем месте. Неста с «Миланом» также вышел в полуфинал Лиги чемпионов 2005/06, где уступил будущему победителю — «Барселоне». В свою очередь в Кубке Италии клуб остановился на стадии четвертьфинала.
Неста пропустил большую часть сезона 2006/07, находясь на реабилитации в Майами после травмы плеча. Тем не менее он сделал важный вклад в выход «Милана» в финал Лиги чемпионов 2006/07. В решающем матче в Афинах «россонери» взяли реванш за проигрыш в 2005 году, победив «Ливерпуль» со счётом 2:1. Несмотря на то, что с «Милана» сняли восемь очков (наказание за скандал с договорными матчами 2006 года), клуб Несты занял четвёртое место в Серии А, которое позволяло выйти в Лигу чемпионов. За свою игру в том сезоне Неста был включён в команду года УЕФА и сборную FIFPro.
Неста выиграл свой третий Суперкубок УЕФА в августе 2007 года, когда «Милан» победил «Севилью» со счётом 3:1. Защитник внёс свой вклад в победу, не дав «Севилье» сравнять счёт при минимальном преимуществе «Милана». После ошибки Дженнаро Гаттузо мяч оказался у Фредерика Кануте, он пасом вывел на пустые ворота Ренато, но удар бразильца заблокировал Неста. Алессандро продлил контракт с «Миланом» до 2011 года. 15 сентября 2007 года Неста забил гол в матче с «Сиеной», соперники разошлись вничью 1:1. Затем он забил важный гол за «Милан» в ворота «Бока Хуниорс» в финале Клубного чемпионата мира 2007 года, «россонери» победили со счётом 4:2. Однако «Милан» в том сезоне больше трофеев не выиграл, заняв пятое место в Серии А и выбыв на ранних стадиях из Лиги чемпионов и Кубка Италии.
Серьёзная травма спины и последующие рецидивы вынудили Несту пропустить весь сезон 2008/09. Тренер Карло Анчелотти даже не включил защитника в заявку на Кубок УЕФА. В ноябре 2008 года Неста снова отправился на лечение в Майами, где двумя годами ранее проходил обследование травмы плеча. После нескольких месяцев терапии и возвращения в Милан он был дозаявлен на Кубок УЕФА, но 17 февраля 2009 года, из-за рецидивов и постоянной боли, ему пришлось согласиться на операцию. Пошли слухи о возможном окончании карьеры футболиста. Тем не менее 31 мая 2009 года он полностью оправился от травм и вышел на замену на 77-й минуте в последнем матче Серии А на выезде с «Фиорентиной» (победа 2:0). Этот матч стал последним для партнёра Несты по защите, Паоло Мальдини. «Милан» завершил чемпионат на третьем месте.
В следующем сезоне Неста оформил свой первый дубль за «Милан», команда одержала победу со счётом 2:1 над «Кьево» в Серии А. Он стал вновь выходить в основном составе клуба и был одним из ключевых игроков «Милана» на протяжении всего сезона 2009/10 под руководством Леонардо. Затем он забил ещё один гол в ворота «Ювентуса» на выезде (3:0). В марте 2010 года, вскоре после старта второй части чемпионата, Неста получил травму подколенного сухожилия на правой ноге, перенёс операцию и смог вернуться на поле только в последний день чемпионата, когда сменил Фавалли во второй половине матча против «Ювентуса».
Неста продолжил играть в центре защиты в паре с Тиагу Силвой в сезоне 2010/11 уже при Массимилиано Аллегри. Тандем защитников помог «Милану» пропустить лишь 24 гола в 38 играх и в итоге выиграть Серию А. «Милан» также сумел выйти в полуфинал Кубка Италии, но в очередной раз выбыл в 1/8 финала Лиги чемпионов. В течение сезона 2010/11 снова распространились слухи, что Неста уйдёт из спорта. Однако позже он подтвердил, что хотел бы сыграть ещё один сезон в «Милане», прежде чем уйти, и 18 мая 2011 года продлил контракт до 30 июня 2012 года. По итогам сезона Неста попал в символическую команду года Серии А.
Неста начал свой последний сезон с «Миланом», выиграв 6 августа 2011 года в Пекине Суперкубок Италии, команда одержала победу над «Интером» со счётом 2:1. «Милан» финишировал вторым после «Ювентуса» в Серии А в том сезоне, выбыл в полуфинале Кубка Италии и в четвертьфинале Лиги чемпионов соответственно. 10 мая 2012 года во время пресс-конференции Неста объявил о своём уходе из Серии А в конце сезона. 13 мая он сыграл последний матч в футболке «Милана», выйдя на замену на 82-й минуте матча с «Новарой». За десять сезонов в миланском клубе Неста сыграл 325 матчей, забив десять голов. В «Милане» он выиграл два титула чемпиона Серии А, Кубок Италии, два Суперкубка Италии, две Лиги чемпионов, два Суперкубка УЕФА и Клубный чемпионат мира.

#### «Монреаль Импакт»
6 июля 2012 года Неста, будучи свободным агентом, подписал соглашение с клубом MLS «Монреаль Импакт». Детали контракта Несты с канадским клубом не разглашались. В «Монреале» игрок получил 14-й номер и присоединился к другим итальянских игрокам команды — Марко Ди Вайо и Маттео Феррари.
Я очень счастлив оказаться здесь. Несмотря на предложения продолжить свою карьеру в Европе, я хотел играть в MLS. После того как я посетил первый матч моего друга Марко Ди Вайо за „Монреаль Импакт“, я познакомился с замечательными людьми, представляющими этот клуб. Мне очень понравилось, что я увидел. Я убежден, что Монреаль — это именно то место, где я хотел бы продолжить карьеру.Алессандро Неста
29 июля 2012 года Неста дебютировал за «Монреаль» в матче с «Нью-Йорк Ред Буллз», поучаствовав в победе над лидером лиги со счётом 3:1. В 2013 году Неста выиграл свой первый и единственный трофей с клубом — первенство Канады. 20 октября 2013 года после матча c «Филадельфией Юнион» итальянский футболист объявил о завершении карьеры игрока и намерении начать тренерскую карьеру.

#### «Ченнайин»
27 ноября 2014 года было объявлено, что Неста присоединится к клубу Индийской суперлиги «Ченнайин» на оставшуюся часть сезона 2014. В команду его пригласил Марко Матерацци, его бывший партнёр по сборной Италии. Он дебютировал 9 декабря в матче против «Дели Дайнамос» (ничья 2:2), выйдя в паре с Микаэлем Сильвестром в центре обороны. Это был последний матч «Ченнайина» в чемпионате, клуб финишировал первым в турнирной таблице, но проиграл в первом же матче плей-офф. Проведя всего три матча за клуб, Неста завершил карьеру.

### Национальная сборная
Неста начал представлять Италию на международной арене со сборной до 21 года, которая выиграла чемпионат Европы среди молодёжи 1996 года. В финале Италия по пенальти обыграла Испанию со счётом 4:2 (1:1 в основное время), Неста свой удар реализовал. Несколько месяцев спустя Арриго Сакки вызвал его в сборную Италии на Евро-1996 в Англии, но Неста так и не вышел на поле, Италия не прошла групповой этап, уступив Германии и Чехии. В том же году Неста принял участие в футбольном турнире Олимпийских игр. Защитник сыграл все три матча группового этапа, но команда заняла последнее место и покинула турнир. Он сыграл свой первый матч за основную сборную 5 октября 1996 года под командованием Чезаре Мальдини в квалификации на чемпионат мира 1998 года против Молдовы и в конечном итоге сыграл семь матчей в отборочной кампании. В финальной части турнира Неста сыграл во всех трёх групповых матчах. Он играл вместе с Паоло Мальдини, Фабио Каннаваро, Алессандро Костакуртой и Джузеппе Бергоми. Он помог Италии не пропустить в матче против Камеруна, однако в матче с Австрией получил серьёзную травму и не смог продолжить турнир. Италия проиграла в четвертьфинале хозяевам и будущим чемпионам — Франции — по пенальти.
Неста играл за Италию в отборочной кампании Евро-2000 под руководством Дино Дзоффа. Он выходил в стартовом составе на Евро-2000, играл в защите вместе с Паоло Мальдини и Фабио Каннаваро на протяжении большей части турнира. Италия пропустила только два гола на пути к финалу и оставила ворота в неприкосновенности в трёх матчах на протяжении всего турнира. В игре против Румынии в четвертьфинале Неста был признан лучшим игроком матча. В полуфинале итальянцы вдесятером одолели Нидерланды в серии пенальти после безголевой ничьей. Италия вышла в финал, где встретилась с действующими чемпионами мира, Францией. После гола Марко Дельвеккьо на 55-й минуте Италия вела весь матч в счёте 1:0 до последней минуты, когда Сильвен Вильтор сравнял счёт. Затем Давид Трезеге забил золотой гол в дополнительное время, в итоге итальянцы закончили чемпионат, заняв второе место. Неста вместе со своими партнёрами по обороне Мальдини и Каннаваро попал в символическую команду турнира.
После Евро-2000 Неста продолжал оставаться ключевым игроком сборной Италии во главе с новым тренером Джованни Трапаттони. Неста участвовал во многих матчах отборочной кампании к чемпионату мира 2002 года. Во время финальной части чемпионата Неста был партнёром Фабио Каннаваро в центре обороны. Италия не пропустила в первом матче против Эквадора. Во втором матче против Хорватии Неста получил повреждение и в итоге не вышел в проигранном матче плей-офф против Южной Кореи.
Неста выступал в квалификации к Евро-2004, и Италия возглавила свою группу. Неудачи Италии на крупных турнирах продолжились в финальной части Евро-2004. Несте удалось избежать травм и сыграть по 90 минут во всех трёх матчах группового этапа, благодаря защите Италии удалось не пропустить в матче с Данией (0:0). Однако команда не прошла групповой этап, три сборных набрали по пять очков: Италия, Дания и Швеция, в итоге из-за худшей разницы мячей Италия выбыла из турнира.
Новый тренер Марчелло Липпи оставил Несту в стартовом составе, а Италия возглавила квалификационную группу на пути к чемпионату мира 2006 года. Неста хорошо начал финальную часть турнира, он помог Италии не пропустить в первой игре с Ганой (2:0). Однако чемпионат мира оказался личным разочарованием для Несты, поскольку он получил травму в финальном матче группового этапа против Чехии, который Италия выиграла 2:0. В итоге он больше не участвовал в победной кампании Италии на мундиале. После чемпионата мира Неста сыграл за сборную только один матч. 11 октября 2006 года в рамках отбора к Евро-2008 его команда одержала победу со счётом 3:1 над Грузией. Постоянные травмы заставили Несту уйти из сборной. Перед финальной частью турнира Неста отказался от приглашения Роберто Донадони вернуться в сборную. Два года спустя он также отказался от приглашения Марчелло Липпи на чемпионат мира 2010 года. В общей сложности он сыграл 78 матчей за сборную Италии.

## Стиль игры
Неста был разносторонним защитником, который являлся ключевым игроком своих команд как на клубном уровне, так и на уровне сборных. Эксперты считают его одним из лучших и самых талантливых защитников как его поколения, так и всех времён. Несмотря на сильное и крупное телосложение, он также был чрезвычайно проворным и элегантным игроком, с хорошим владением мячом, виденьем поля и точным пасом, который позволял ему вывести мяч из обороны и начать атаку. По игровым способностям Несту сравнивали с бывшим капитаном «Милана» Франко Барези. Хотя он обычно играл на позиции центрального защитника в ходе своей карьеры, он начинал карьеру как правый защитник. Его технические навыки, атлетизм и оборонительные навыки сделали его универсальным игроком с тактической точки зрения, который был способен играть где угодно на линии защиты. Он время от времени выходил на поле и слева в обороне и выполнял роль либеро. Неста также хорошо играл головой и был необычайно быстрым для центрального защитника; он выделялся на протяжении всей карьеры своей резкостью, ускорением и выносливостью.
В дополнение к своим техническим и физическим способностям Неста обладал хорошим позиционным и тактическим чутьём, а также способностью читать игру, что позволяло ему предугадывать действия противников, выигрывать индивидуальные единоборства и срывать атаки соперника. Его футбольный интеллект позволял ему поддерживать неизменно высокий уровень игры даже к концу своей карьеры, когда он стал терять резкость и выносливость. Благодаря своей способности быть лидером защиты и организовывать своих товарищей по команде он хорошо играл как при зональной защите, так и персонально с соперниками. Он хорошо играл в отборе и был известен своими точными подкатами. В то же время Неста часто испытывал проблемы из-за травм, которые, в частности, помешали ему сыграть на этапах плей-офф на всех трёх чемпионатах мира, в которых он участвовал.

## Тренерская карьера
31 августа 2015 года Неста был представлен в качестве главного тренера новообразованной команды «Майами», которая с апреля 2016 года начала выступление в Североамериканской футбольной лиге. В дебютном сезоне клуб Несты занял седьмое место. В сезоне 2017 года под его руководством клуб финишировал во главе турнирной таблицы и в весеннем, и в осеннем первенствах, но в плей-офф оступился в полуфинале, проиграв «Нью-Йорк Космос» в серии пенальти со счётом 6:5 (после безголевой ничьей). Неста покинул «Майами» 17 ноября 2017 года.
14 мая 2018 года Неста возглавил клуб «Перуджа» из Серии B. Четыре дня спустя в своём дебюте он проиграл последний матч Серии B «Эмполи» со счётом 1:2, тем не менее команда уже обеспечила себе выход в плей-офф за повышение. 3 июня «Перуджа» со счётом 3:0 проиграла «Венеции» и выбыла из плей-офф. Свою первую победу у руля клуба Неста одержал 2 сентября 2018 года в домашнем матче «красно-белых» против «Асколи»; в этой игре Неста был удалён за споры с судьёй. В итоге команда заняла девятое место, отстав на одно очко от зоны плей-офф за повышение, но «Перуджа» все же вышла в плей-офф благодаря санкциям против «Палермо». 18 мая в первом же раунде «Перуджа» проиграла «Эллас Верона» (1:4), выбыла из матчей плей-офф, и Неста был уволен.
17 июня 2019 года Неста был назначен главным тренером «Фрозиноне». Клуб финишировал на восьмом месте, последней позиции, которая давала право играть в плей-офф за повышение в Серию A. «Фрозиноне» дошёл до финала плей-офф, где по сумме двух матчей сыграл вничью 1:1 со «Специей». Но именно «Специя» поднялась в высшую лигу, так как заняла более высокое место в чемпионате. 22 марта 2021 года после поражения от «Лечче» со счётом 0:3 Неста был уволен.
13 июня 2023 года Неста был назначен тренером «Реджаны», подписав годичный контракт.
12 июня 2024 года команда Серии А «Монца» объявила о назначении Несты главным тренером с 1 июля. Он заменил Раффаэле Палладино, который ушёл в «Фиорентину». Неста пропустил первую игру сезона против «Эмполи» из-за дисквалификации, дебютировав 24 августа с домашнего поражения со счётом 1:0 от «Дженоа». 23 декабря Неста был уволен после поражения со счётом 1:2 от «Ювентуса», которое стало третьим подряд для клуба, в результате чего «Монца» оказалась в нижней части турнирной таблицы, набрав всего 10 очков в 17 играх. 10 февраля 2025 года Неста вернулся на пост главного тренера «Монцы». По итогам сезона команда выбыла в Серию B, а Неста был уволен. В качестве оправдания плохих результатов клуба он часто ссылался на большое количество травмированных.

## Статистика

### Игрок
| Клуб             | Сезон            | Лига  | Лига | Кубок | Кубок | Междунар. | Междунар. | Прочие | Прочие | Итого | Итого |
| Клуб             | Сезон            | Матчи | Голы | Матчи | Голы  | Матчи     | Голы      | Матчи  | Голы   | Матчи | Голы  |
| ---------------- | ---------------- | ----- | ---- | ----- | ----- | --------- | --------- | ------ | ------ | ----- | ----- |
| Лацио            | 1993/94          | 2     | 0    | 0     | 0     | 0         | 0         | -      | -      | 2     | 0     |
| Лацио            | 1994/95          | 11    | 0    | 1     | 0     | 0         | 0         | -      | -      | 12    | 0     |
| Лацио            | 1995/96          | 23    | 0    | 2     | 0     | 3         | 0         | -      | -      | 28    | 0     |
| Лацио            | 1996/97          | 25    | 0    | 4     | 0     | 4         | 0         | -      | -      | 33    | 0     |
| Лацио            | 1997/98          | 30    | 0    | 9     | 1     | 10        | 1         | -      | -      | 49    | 2     |
| Лацио            | 1998/99          | 20    | 1    | 2     | 0     | 4         | 0         | -      | -      | 26    | 1     |
| Лацио            | 1999/2000        | 28    | 0    | 2     | 0     | 9         | 0         | 1      | 0      | 40    | 0     |
| Лацио            | 2000/01          | 29    | 0    | 1     | 0     | 8         | 0         | 1      | 0      | 39    | 0     |
| Лацио            | 2001/02          | 25    | 0    | 1     | 0     | 6         | 0         | -      | -      | 32    | 0     |
| Лацио            | Итого            | 193   | 1    | 22    | 1     | 44        | 1         | 2      | 0      | 261   | 3     |
| Милан            | 2002/03          | 29    | 1    | 5     | 1     | 14        | 0         | -      | -      | 48    | 2     |
| Милан            | 2003/04          | 26    | 0    | 4     | 1     | 6         | 0         | 2      | 0      | 38    | 1     |
| Милан            | 2004/05          | 29    | 0    | 3     | 0     | 12        | 0         | 1      | 0      | 45    | 0     |
| Милан            | 2005/06          | 30    | 1    | 2     | 0     | 10        | 0         | -      | -      | 42    | 1     |
| Милан            | 2006/07          | 14    | 0    | 0     | 0     | 8         | 0         | -      | -      | 22    | 0     |
| Милан            | 2007/08          | 29    | 1    | 0     | 0     | 7         | 0         | 3      | 1      | 39    | 2     |
| Милан            | 2008/09          | 1     | 0    | 0     | 0     | 0         | 0         | -      | -      | 1     | 0     |
| Милан            | 2009/10          | 23    | 3    | 0     | 0     | 7         | 0         | -      | -      | 30    | 3     |
| Милан            | 2010/11          | 26    | 0    | 2     | 0     | 7         | 0         | -      | -      | 35    | 0     |
| Милан            | 2011/12          | 17    | 1    | 1     | 0     | 7         | 0         | 1      | 0      | 26    | 1     |
| Милан            | Итого            | 224   | 7    | 17    | 2     | 78        | 0         | 7      | 1      | 326   | 10    |
| Монреаль Импакт  | 2012             | 8     | 0    | -     | -     | -         | -         | -      | -      | 8     | 0     |
| Монреаль Импакт  | 2013             | 23    | 0    | 2     | 0     | 1         | 0         | -      | -      | 26    | 0     |
| Монреаль Импакт  | Итого            | 31    | 0    | 2     | 0     | 1         | 0         | 0      | 0      | 34    | 0     |
| Ченнайин         | 2014             | 3     | 0    | —     | —     | —         | —         | —      | —      | 3     | 0     |
| Ченнайин         | Итого            | 3     | 0    | 0     | 0     | 0         | 0         | 0      | 0      | 3     | 0     |
| Всего за карьеру | Всего за карьеру | 451   | 8    | 41    | 3     | 123       | 1         | 9      | 1      | 624   | 13    |

Примечания:
1. ↑  Кубок обладателей кубков УЕФА, Лига чемпионов УЕФА, Кубок УЕФА, Лига чемпионов КОНКАКАФ.
2. ↑  Суперкубок Италии, Суперкубок УЕФА, Межконтинентальный кубок, Клубный чемпионат мира.

| Матчи Алессандро Несты за сборную Италии | Матчи Алессандро Несты за сборную Италии | Матчи Алессандро Несты за сборную Италии | Матчи Алессандро Несты за сборную Италии | Матчи Алессандро Несты за сборную Италии | Матчи Алессандро Несты за сборную Италии |
| №                                        | Дата                                     | Место                                    | Соперник                                 | Счёт                                     | Соревнование                             |
| ---------------------------------------- | ---------------------------------------- | ---------------------------------------- | ---------------------------------------- | ---------------------------------------- | ---------------------------------------- |
| 1                                        | 05.10.1996                               | Кишинёв                                  | Молдова                                  | 3:1                                      | Квалификация к ЧМ-1998                   |
| 2                                        | 09.10.1996                               | Перуджа                                  | Грузия                                   | 1:0                                      | Квалификация к ЧМ-1998                   |
| 3                                        | 29.03.1997                               | Триест                                   | Молдова                                  | 3:0                                      | Квалификация к ЧМ-1998                   |
| 4                                        | 04.06.1997                               | Нант                                     | Англия                                   | 0:2                                      | Товарищеский матч                        |
| 5                                        | 11.06.1997                               | Париж                                    | Франция                                  | 2:2                                      | Товарищеский матч                        |
| 6                                        | 10.09.1997                               | Тбилиси                                  | Грузия                                   | 0:0                                      | Квалификация к ЧМ-1998                   |
| 7                                        | 11.10.1997                               | Рим                                      | Англия                                   | 0:0                                      | Квалификация к ЧМ-1998                   |
| 8                                        | 29.10.1997                               | Москва                                   | Россия                                   | 1:1                                      | Квалификация к ЧМ-1998                   |
| 9                                        | 15.11.1997                               | Неаполь                                  | Россия                                   | 1:0                                      | Квалификация к ЧМ-1998                   |
| 10                                       | 28.01.1998                               | Катания                                  | Словакия                                 | 3:0                                      | Товарищеский матч                        |
| 11                                       | 22.04.1998                               | Парма                                    | Парагвай                                 | 3:1                                      | Товарищеский матч                        |
| 12                                       | 02.06.1998                               | Гётеборг                                 | Швеция                                   | 0:1                                      | Товарищеский матч                        |
| 13                                       | 11.06.1998                               | Бордо                                    | Чили                                     | 2:2                                      | Финальные матчи ЧМ-1998                  |
| 14                                       | 17.06.1998                               | Монпелье                                 | Камерун                                  | 3:0                                      | Финальные матчи ЧМ-1998                  |
| 15                                       | 23.06.1998                               | Сен-Дени                                 | Австрия                                  | 2:1                                      | Финальные матчи ЧМ-1998                  |
| 16                                       | 16/12/1998                               | Рим                                      | Сборная мира                             | 6:2                                      | Товарищеский матч                        |
| 17                                       | 10.02.1999                               | Пиза                                     | Норвегия                                 | 0:0                                      | Товарищеский матч                        |
| 18                                       | 27.03.1999                               | Копенгаген                               | Дания                                    | 2:1                                      | Квалификация к Евро-2000                 |
| 19                                       | 31.03.1999                               | Анкона                                   | Беларусь                                 | 1:1                                      | Квалификация к Евро-2000                 |
| 20                                       | 28.04.1999                               | Загреб                                   | Хорватия                                 | 0:0                                      | Товарищеский матч                        |
| 21                                       | 08.09.1999                               | Неаполь                                  | Дания                                    | 2:3                                      | Квалификация к Евро-2000                 |
| 22                                       | 09.10.1999                               | Минск                                    | Беларусь                                 | 0:0                                      | Квалификация к Евро-2000                 |
| 23                                       | 23.02.2000                               | Палермо                                  | Швеция                                   | 1:0                                      | Товарищеский матч                        |
| 24                                       | 26.04.2000                               | Реджо-Калабрия                           | Португалия                               | 2:0                                      | Товарищеский матч                        |
| 25                                       | 03.06.2000                               | Осло                                     | Норвегия                                 | 0:1                                      | Товарищеский матч                        |
| 26                                       | 11.06.2000                               | Арнем                                    | Турция                                   | 2:1                                      | Финальные матчи Евро-2000                |
| 27                                       | 14.06.2000                               | Брюссель                                 | Бельгия                                  | 2:0                                      | Финальные матчи Евро-2000                |
| 28                                       | 19.06.2000                               | Эйндховен                                | Швеция                                   | 2:1                                      | Финальные матчи Евро-2000                |
| 29                                       | 24.06.2000                               | Брюссель                                 | Румыния                                  | 2:0                                      | Финальные матчи Евро-2000                |
| 30                                       | 29.06.2000                               | Амстердам                                | Нидерланды                               | 0:0                                      | Финальные матчи Евро-2000                |
| 31                                       | 02.07.2000                               | Роттердам                                | Франция                                  | 1:2                                      | Финал Евро-2000                          |
| 32                                       | 03.09.2000                               | Будапешт                                 | Венгрия                                  | 2:2                                      | Квалификация к ЧМ-2002                   |
| 33                                       | 07.10.2000                               | Милан                                    | Румыния                                  | 3:0                                      | Квалификация к ЧМ-2002                   |
| 34                                       | 11.10.2000                               | Анкона                                   | Грузия                                   | 2:0                                      | Квалификация к ЧМ-2002                   |
| 35                                       | 15.11.2000                               | Турин                                    | Англия                                   | 1:0                                      | Товарищеский матч                        |
| 36                                       | 24.03.2001                               | Бухарест                                 | Румыния                                  | 2:0                                      | Квалификация к ЧМ-2002                   |
| 37                                       | 28.03.2001                               | Триест                                   | Литва                                    | 4:0                                      | Квалификация к ЧМ-2002                   |
| 38                                       | 02.06.2001                               | Тбилиси                                  | Грузия                                   | 2:1                                      | Квалификация к ЧМ-2002                   |
| 39                                       | 01.09.2001                               | Каунас                                   | Литва                                    | 0:0                                      | Квалификация к ЧМ-2002                   |
| 40                                       | 07.11.2001                               | Сайтама                                  | Япония                                   | 1:1                                      | Товарищеский матч                        |
| 41                                       | 27.03.2002                               | Лидс                                     | Англия                                   | 2:1                                      | Товарищеский матч                        |
| 42                                       | 17.04.2002                               | Милан                                    | Уругвай                                  | 1:1                                      | Товарищеский матч                        |
| 43                                       | 18.05.2002                               | Прага                                    | Чехия                                    | 0:1                                      | Товарищеский матч                        |
| 44                                       | 03.06.2002                               | Саппоро                                  | Эквадор                                  | 2:0                                      | Финальные матчи ЧМ-2002                  |
| 45                                       | 08.06.2002                               | Касима                                   | Хорватия                                 | 1:2                                      | Финальные матчи ЧМ-2002                  |
| 46                                       | 13.06.2002                               | Оита                                     | Мексика                                  | 1:1                                      | Финальные матчи ЧМ-2002                  |
| 47                                       | 21.08.2002                               | Триест                                   | Словения                                 | 0:1                                      | Товарищеский матч                        |
| 48                                       | 07.09.2002                               | Баку                                     | Азербайджан                              | 2:0                                      | Квалификация к Евро-2004                 |
| 49                                       | 12.10.2002                               | Неаполь                                  | Югославия                                | 1:1                                      | Квалификация к Евро-2004                 |
| 50                                       | 16.10.2002                               | Кардифф                                  | Уэльс                                    | 1:2                                      | Квалификация к Евро-2004                 |
| 51                                       | 12.02.2003                               | Генуя                                    | Португалия                               | 1:0                                      | Товарищеский матч                        |
| 52                                       | 29.03.2003                               | Палермо                                  | Финляндия                                | 2:0                                      | Квалификация к Евро-2004                 |
| 53                                       | 11.06.2003                               | Хельсинки                                | Финляндия                                | 2:0                                      | Квалификация к Евро-2004                 |
| 54                                       | 06.09.2003                               | Милан                                    | Уэльс                                    | 4:0                                      | Квалификация к Евро-2004                 |
| 55                                       | 10.09.2003                               | Белград                                  | Сербия и Черногория                      | 1:1                                      | Квалификация к Евро-2004                 |
| 56                                       | 11.10.2003                               | Реджо-Калабрия                           | Азербайджан                              | 4:0                                      | Квалификация к Евро-2004                 |
| 57                                       | 12.11.2003                               | Варшава                                  | Польша                                   | 1:3                                      | Товарищеский матч                        |
| 58                                       | 18.02.2004                               | Палермо                                  | Чехия                                    | 2:2                                      | Товарищеский матч                        |
| 59                                       | 30.05.2004                               | Тунис                                    | Тунис                                    | 4:0                                      | Товарищеский матч                        |
| 60                                       | 14.06.2004                               | Гимарайнш                                | Дания                                    | 0:0                                      | Финальные матчи Евро-2004                |
| 61                                       | 18.06.2004                               | Порту                                    | Швеция                                   | 1:1                                      | Финальные матчи Евро-2004                |
| 62                                       | 22.06.2004                               | Гимарайнш                                | Болгария                                 | 2:1                                      | Финальные матчи Евро-2004                |
| 63                                       | 18.08.2004                               | Рейкьявик                                | Исландия                                 | 0:2                                      | Товарищеский матч                        |
| 64                                       | 04.09.2004                               | Палермо                                  | Норвегия                                 | 2:1                                      | Квалификация к ЧМ-2006                   |
| 65                                       | 08.09.2004                               | Кишинёв                                  | Молдова                                  | 1:0                                      | Квалификация к ЧМ-2006                   |
| 66                                       | 09.10.2004                               | Целе                                     | Словения                                 | 0:1                                      | Квалификация к ЧМ-2006                   |
| 67                                       | 13.10.2004                               | Парма                                    | Беларусь                                 | 4:3                                      | Квалификация к ЧМ-2006                   |
| 68                                       | 17.08.2005                               | Дублин                                   | Ирландия                                 | 2:1                                      | Товарищеский матч                        |
| 69                                       | 03.09.2005                               | Глазго                                   | Шотландия                                | 1:1                                      | Квалификация к ЧМ-2006                   |
| 70                                       | 07.09.2005                               | Минск                                    | Беларусь                                 | 4:1                                      | Квалификация к ЧМ-2006                   |
| 71                                       | 08.10.2005                               | Палермо                                  | Словения                                 | 1:0                                      | Квалификация к ЧМ-2006                   |
| 72                                       | 12.11.2005                               | Амстердам                                | Нидерланды                               | 3:1                                      | Товарищеский матч                        |
| 73                                       | 01.03.2006                               | Флоренция                                | Германия                                 | 4:1                                      | Товарищеский матч                        |
| 74                                       | 02.06.2006                               | Лозанна                                  | Украина                                  | 0:0                                      | Товарищеский матч                        |
| 75                                       | 12.06.2006                               | Ганновер                                 | Гана                                     | 2:0                                      | Финальные матчи ЧМ-2006                  |
| 76                                       | 17.06.2006                               | Кайзерслаутерн                           | США                                      | 1:1                                      | Финальные матчи ЧМ-2006                  |
| 77                                       | 22.06.2006                               | Гамбург                                  | Чехия                                    | 2:0                                      | Финальные матчи ЧМ-2006                  |
| 78                                       | 11.10.2006                               | Тбилиси                                  | Грузия                                   | 3:1                                      | Квалификация к Евро-2008                 |

Итого: 78 матчей / 0 голов; 43 победы, 22 ничьих, 13 поражений.

### Статистика Несты как тренера
По состоянию на 4 июля 2025 года
| Команда   | Страна | Начало работы   | Окончание работы | Результаты | Результаты | Результаты | Результаты | Результаты |
| Команда   | Страна | Начало работы   | Окончание работы | И          | В          | Н          | П          | % побед    |
| --------- | ------ | --------------- | ---------------- | ---------- | ---------- | ---------- | ---------- | ---------- |
| Майами    | США    | 31 августа 2016 | 17 ноября 2017   | 71         | 36         | 16         | 19         | 050,70     |
| Перуджа   | Италия | 14 мая 2018     | 18 мая 2019      | 40         | 14         | 8          | 18         | 035,00     |
| Фрозиноне | Италия | 17 июня 2019    | 22 марта 2021    | 77         | 28         | 23         | 26         | 036,36     |
| Реджана   | Италия | 13 июня 2023    | 12 июня 2024     | 41         | 12         | 17         | 12         | 029,27     |
| Монца     | Италия | 1 июля 2024     | 23 декабря 2024  | 20         | 2          | 8          | 10         | 010,00     |
| Монца     | Италия | 10 февраля 2025 | 30 июня 2025     | 14         | 1          | 2          | 11         | 007,14     |
| Всего     | Всего  | Всего           | Всего            | 263        | 93         | 74         | 96         | 035,36     |

## Достижения

### Командные
«Лацио»
- Чемпион Италии: 1999/00
- Обладатель Кубка Италии (2): 1997/98, 1999/00
- Обладатель Суперкубка Италии (2): 1998, 2000
- Обладатель Кубка кубков: 1998/99
- Обладатель Суперкубка УЕФА: 1999
- Финалист Кубка УЕФА 1997/1998

«Милан»
- Чемпион Италии (2): 2003/04, 2010/11
- Обладатель Кубка Италии: 2002/03
- Обладатель Суперкубка Италии (1): 2004
- Победитель Лиги чемпионов (2): 2002/03, 2006/07
- Обладатель Суперкубка УЕФА (2): 2003, 2007
- Победитель Клубного чемпионата мира: 2007

«Монреаль Импакт»
- Победитель Первенства Канады: 2013

«Ченнайин»
- Победитель Индийской суперлиги: 2014

Сборная Италии
- Чемпион Европы U-21: 1996
- Вице-чемпион Европы 2000 года
- Чемпион мира 2006 года

### Личные
- Лучший молодой футболист года в Италии: 1998
- Лучший футбольный защитник года в Италии (4): 2000, 2001, 2002, 2003,
- Член сборной ФИФПРО (2): 2005, 2007
- Входит в состав символической сборной чемпионата Европы 2000
- Входит в состав символической команды сезона УЕФА (4): 2002, 2003, 2004, 2007
- Входит в состав символической сборной Европы по версии ESM: 2001
- Входит в состав символической сборной XXI века по версии УЕФА
- Входит в состав символической сборной года Серии А: 2011
- Введён в зал славы футбольного клуба «Милан»
- В списке ФИФА 100
- Введён в Зал славы итальянского футбола

## Вне футбола
7 мая 2007 года Алессандро Неста женился на Габриэле Пьяноцци, пара обвенчалась 30 мая. Габриэла работала в Casa Italia, штаб-квартире сборной Италии, во время чемпионата мира 1998 года. Их отношения зародились, когда она ухаживала за Нестой после травмы в матче против Австрии. Сам Неста так описал знакомство с супругой: «Я могу сказать, что я получил травму и её во Франции. И травма прошла, но она осталась со мной». У пары есть трое детей: София (род. 19.10.2006), Томмазо (род. 20.03.2008) и Анджелика (род. 19.12.2013).
В 1998 году Неста сыграл в итальянском фильме «Папарацци» режиссёра Нери Паренти. Он также появился на обложке итальянского издания игры This Is Football 2002. Неста также был представлен в серии футбольных видеоигр FIFA; в частности, он был включён в сборную легенд в FIFA 16.
В 2022 году он комментировал матчи Лиги чемпионов на Amazon Prime Video.